# François Croteau
François William Croteau, né en 1972 à Montréal, est un homme politique québécois. Il a été le maire de l'arrondissement Rosemont–La Petite-Patrie depuis l'élection municipale montréalaise de 2009 à 2021.

## Biographie
François William Croteau est né à l'hôpital Saint-Michel à Montréal le 29 janvier 1972. Il a grandi à Laval jusqu'à l'âge de 11 ans, puis a vécu à Terrebonne jusqu'à l'âge de 22 ans.[réf. nécessaire]
Après un diplôme d'études professionnelles en photolithographie et des études en graphisme, il retourne en 1994 à l'Université de Montréal pour faire des études d'histoire. Après une pause dans ses études universitaires, il commence une carrière professionnelle dans le service à la clientèle, entre autres dans le domaine de l'assurance. Vers l'âge de 35 ans, il s'inscrit au programme de MBA pour cadre de l'Université du Québec à Montréal, où il obtient en 2007 sa Maîtrise en administration des affaires.
Il poursuit par la suite des études de troisième cycle en s'inscrivant au programme de doctorat en études urbaines de l'UQAM sous la direction de Pierre Delorme. Le titre de sa thèse est « Les parties prenantes et la gouvernance urbaine à Montréal ». De 2007 à 2009, il est chercheur à la Chaire de responsabilité sociale et de développement durable de l'UQAM et est chargé de cours en gestion des espaces résidentiels et patrimoniaux à l’UQAM.
À l'élection municipale de 2009, sous la bannière de Vision Montréal, François William Croteau bat dans l'arrondissement de Rosemont-La Petite Patrie le maire sortant, en obtenant 35.51% contre le maire André Lavallée, qui recueille pour sa part 31,74% des voix. Il met en place des mesures environnementales, telles que la modération de la circulation automobile, ou le règlement sur la pose de toitures blanches. Il se démarque par ses politiques progressistes en matière environnementale notamment dans la lutte aux îlots de chaleur urbaine, pour développer la mobilité durable, l'agriculture urbaine et la participation citoyenne.
En 2011, il quitte le parti Vision Montréal de Louise Harel pour rejoindre celui de Richard Bergeron, Projet Montréal.
Après la démission du maire de Montréal Michael Applebaum en 2013, François Croteau dépose sa candidature pour le poste de maire par intérim. Il retire sa candidature avant le vote du conseil municipal, pour appuyer celle de Laurent Blanchard. Un temps pressenti prendre la place de Richard Bergeron à la tête de Projet Montréal, il y renonce en 2014, pour se concentrer sur les prochaines élections où il veut solliciter un troisième mandat à la mairie de Rosemont–La Petite-Patrie.
Depuis 2017, il est aussi membre du comité exécutif de la ville de Montréal en tant que responsable de la ville intelligente, des technologies de l'information, de l'innovation et de l'enseignement supérieur. Il met en place le Laboratoire d'innovation urbaine de Montréal, ville qui remporte en mai 2019 le concours « Défi des villes intelligentes du Canada ». La ville de Montréal, en travaillant avec la municipalité de Nantes (France), s'est également doté sa « charte métropolitaine de la donnée », et d'une « déclaration pour le droit numérique des citoyens ».